# Frankensteins Fluch
Frankensteins Fluch ist ein britischer Horrorfilm der Film-Produktionsfirma Hammer aus dem Jahr 1957, basierend auf dem Roman Frankenstein von Mary Shelley. Regie führte Terence Fisher. In den Hauptrollen sind Peter Cushing als Baron Frankenstein und Christopher Lee als „die Kreatur“ zu sehen. Es war Hammers erster Horrorfilm in Farbe und zugleich der erste Teil seiner Frankenstein-Reihe.

## Handlung
Nach dem Tod seiner Eltern engagiert der wohlhabende Baron Victor Frankenstein den Privatlehrer Paul Krempe für sich. Die beiden werden zu Freunden, weil sie das gemeinsame Interesse an wissenschaftlichen und medizinischen Experimenten verbindet, sodass Paul auch über seinen Lehrauftrag hinaus bei Victor bleibt. So gelingt es Victor und Paul, einen kleinen toten Hund wieder zum Leben zu erwecken. Während Paul jedoch die gewonnenen Erkenntnisse in den Dienst der Medizin stellen will, ist Victor besessen von dem Gedanken, einen perfekten Übermenschen zu erschaffen, dessen Intelligenz und Intellekt über allem steht. Paul passt diese Absicht nicht, aber da er wirtschaftlich von Victor abhängig ist, hilft er ihm. Victor stiehlt die Leiche eines gehängten Verbrechers in der Absicht, diesem das Gehirn eines genialen Wissenschaftlers einzupflanzen.
Es erscheint Victors Cousine Elizabeth, die ihm einst als Braut versprochen war. Paul versucht Elizabeth die Absicht, Victor zu heiraten, auszureden, weil ihm dessen Experimente inzwischen nicht mehr geheuer erscheinen. Dies bleibt allerdings ohne Erfolg. Inzwischen weiß Victor auch, dass er seiner Kreatur nur ein bestimmtes Gehirn einzusetzen gedenkt: Das des brillantesten Wissenschaftlers seines Landes, Professor Bernstein. Er lädt den betagten Mann in sein Haus ein. Während der Professor Victor gegenübersitzt, etwas trinkt und von seiner Arbeit erzählt, arbeitet Victor an einer Zeichnung von Bernstein und fügt bei dieser bereits die Operationslinien und Gehirnsektionen auf der Stirn ein. Später stürzt er ihn von einer Balustrade in den Tod und entnimmt sein Gehirn. Paul ahnt, dass Victor den Professor umgebracht hat, kann es aber nicht beweisen. Während einer Rangelei der beiden wird das Gehirn beschädigt. Victor setzt das Gehirn trotzdem seiner Kreatur ein und beschwört somit eine Katastrophe herauf. Sie befreit sich aus dem Labor und tötet einen alten Mann und dessen Enkel. Paul gelingt es die Kreatur zu erschießen, aber Victor erweckt sie erneut zum Leben. Die Haushälterin Justine, mit der Victor ein Verhältnis hat, erzählt ihm, dass sie ein Kind von ihm erwartet. Da er sie nicht heiraten will, droht Justine, Victor zu verraten. Dieser entledigt sich des Problems, indem er Justine durch die Kreatur umbringen lässt. Unterdessen bittet Paul Elizabeth, das Haus zu verlassen, da sie sich in tödlicher Gefahr befindet. Doch bevor sie dies tun kann, bringt die Kreatur sie in seine Gewalt. Elizabeth kann sich jedoch befreien, und die Kreatur durchbricht schließlich nach einem Kampf mit Victor ein Oberlicht und stürzt in eine Wanne voll Säure.
Victor wird wegen der Morde an Professor Bernstein und Justine zum Tode durch die Guillotine verurteilt.

## Synchronisation
Die deutsche Synchronfassung entstand in Berlin.
| Figur                     | Darsteller      | Deutscher Sprecher |
| ------------------------- | --------------- | ------------------ |
| Baron Victor Frankenstein | Peter Cushing   | Hans Nielsen       |
| Elizabeth                 | Hazel Court     | Eleonore Noelle    |
| Paul Krempe               | Robert Urquhart | Wolfgang Kieling   |
| Professor Bernstein       | Paul Hardtmuth  | Anton Reimer       |
| Junger Baron Frankenstein | Melvyn Hayes    | Hans Clarin        |
| Erzähler                  | nicht vorhanden | Klaus W. Krause    |

## Veröffentlichung
Die Uraufführung fand am 2. Mai 1957 im Vereinigten Königreich statt, am 25. Juni 1957 in den USA und am 27. September 1957 in Deutschland.
2012 veröffentlichten Studiocanal (Frankreich), Anolis Entertainment (Deutschland), Pinewood (Großbritannien) und illuminate Hollywood fka HTV (USA) den Film erstmals in HD auf Blu-ray.

## Kritiken
Die Katholische Filmkommission äußerte in ihrem Handbuch "6000 Filme" von 1959 mit der Begründung "ungesunde Phantasien" Vorbehalte gegenüber dem Film.
Das Lexikon des internationalen Films bemerkt, das britische Remake verlasse sich – mit geringen Handlungsabweichungen – weniger auf Phantasie und Suggestion, sondern erziele seine Horrorwirkung durch naturalistische Darstellung und grausige Details.
Der Schriftsteller Stephen King erklärte, dass die Rechte am Make-up der Frankenstein-Verfilmung von 1931 bei Universal Pictures lagen, sodass Hammer für seinen Film ein eigenes Aussehen erschaffen musste, das nicht so originell wie das Original sei und eher an das Monster in I Was a Teenage Frankenstein erinnere. Sie hätten aber gemeinsam, dass das Monster in beiden Versionen scheußlich anzusehen sei, aber auch etwas Trauriges, Elendes an sich habe, dass sich die Herzen des Publikums zu ihm hingezogen fühlten, wenngleich sie voll Angst und Abscheu zurückschrecken. Seiner Ansicht nach sei Christopher Lees Darstellung wahrscheinlich das großartigste Frankenstein-Monster. Er sei der einzige Schauspieler gewesen, der Karloffs Interpretation des Monsters nahekomme, wenngleich Karloff mehr Glück bei Drehbuch und Regie hatte.
Patricia MacCormack, eine australische Professorin für Philosophie und Medien, bezeichnete den Film als den „ersten wirklich blutigen Horrorfilm, der Blut und Eingeweide in Farbe zeigte“.

## Nachwirkung
Der Film war ein großer finanzieller Erfolg und veranlasste Hammer, weitere Filme dieses Stils zu drehen. Hammer legte viele klassische Horrorfilme mit zumeist geringen Budgets neu auf, von denen viele selbst zu Klassikern wurden. Dadurch etablierte sich „Hammer Horror“ als eigenständige Marke des Gothic-Kinos. Es folgten zum einen direkte Fortsetzungen, zum anderen auch Neuverfilmungen von klassischen Horrorfilmen wie Dracula (1958) und The Mummy (1959) mit denselben Darstellern. Peter Cushing und Christopher Lee erlangten dadurch große Popularität, insbesondere in Dracula, wo Cushing den Vampirjäger Van Helsing und Lee den Grafen Dracula verkörperten.

## Fortsetzungen
Der Erfolg führte zu mehreren Fortsetzungen:
- Frankensteins Rache
- Frankensteins Ungeheuer
- Frankenstein schuf ein Weib
- Frankenstein muss sterben
- Frankensteins Schrecken
- Frankensteins Höllenmonster

## Verschiedenes
Anders als in James Whales Verfilmung von 1931 mit Boris Karloff steht in Terence Fishers Film nicht die Kreatur, sondern der Wissenschaftler im Vordergrund.
Christopher Lee stürmte eines Tages aufgebracht in den Umkleideraum von Peter Cushing. Er beklagte sich darüber, dass er im Film keine Sprechzeilen habe. Cushing reagierte gelassen und sagte „Du hast Glück. Ich habe das Drehbuch gelesen“. Dieser Moment war der Anfang einer lebenslangen Freundschaft zwischen den beiden Schauspielern.